# 普澤寺大雄寶殿
普澤寺大雄寶殿位於重慶市南川區東城南川中學內，文物遺址年代為明代，2009年12月15日列為第二批重慶市文物保護單位。